# Madala
Madala (en rus: Мадала) és un poble del Daguestan, a Rússia, que en el cens del 2010 no tenia cap habitant. Pertany al districte rural de Gunib.